# سیارک ۱۲۸۶۳۳
سیارک ۱۲۸۶۳۳ (به انگلیسی: 128633 Queyras، نامگذاری:2004RF12)۱۲۸۶۳۳مین سیارک کشف شده‌است که در ۰۸ سپتامبر ۲۰۰۴ کشف شد.